# あなたのそばに (1938年の曲)
「あなたのそばに」(The Nearness of You) は、1938年にホーギー・カーマイケルが作曲し、ネッド・ワシントンが作詞したポピュラー音楽の楽曲。1940年にグレン・ミラーと彼の楽団が、レイ・エバールがボーカルを吹き込んで、初めて音源化された。
日本語では、英語の原題に準じて「ザ・ニアーネス・オブ・ユー」、「ザ・ニアネス・オヴ・ユー」、「ザ・ニアネス・オブ・ユー」、「ニアネス・オヴ・ユー」、「ニアネス・オブ・ユー」などの表記がなされることもある。英語においても、定冠詞「The」を省いて「Nearness of You」と表記されることがある。

## 様々なバージョン
この曲の最初によく売れたバージョンは、1940年4月28日に録音されたグレン・ミラー楽団と歌手レイ・エバールのものでブルーバード・レコードからリリースされた。このバージョンは、『ビルボード』誌のベスト・セラー・チャートが初めて発表された1940年7月20日付で初登場した。チャートには8週間とどまり、最高位は5位であった。
人気が高かった他のバージョンとしては、コロムビア・レコードから出たケイ・カイザー楽団と歌手ハリー・バビットのもの (Columbia 35488)、ダイナ・ショアがポール・ホワイトマン楽団と吹き込んだもの (Bluebird)、エディ・ハワードがルー・エイドリアン (Lou Adrian) 楽団と吹き込んだものなどがあった (Columbia)。
1953年、ボブ・マニングがこの曲を歌ってポップ・チャートの16位まで上昇させた。
1956年、エラ・フィッツジェラルドとルイ・アームストロングのデュエット・アルバム『Ella & Louis』がこの曲を取り上げ、フィッツジェラルドがソロで歌い、アームストロングがボーカルとトランペットでそれぞれソロをとった。伴奏は、ピアノがオスカー・ピーターソン、ベースがレイ・ブラウン、ギターがハーブ・エリスのオスカー・ピーターソン・トリオと、ドラムスのバディ・リッチが務めた。このアルバムは、『ビルボード』誌のジャズ・チャートで首位となり、ポップ・チャートでもトップ10入りを果たした。
ドイツのミュージシャンであるマルク・セカラは、ベルリン・ジャズ楽団とともに、アルバム『You're Everything』（2008年）でこの曲を取り上げた。ビッグバンド用の編曲はスティーヴ・グレイがおこなった。

### おもなバージョン
- チック・ブロック（英語版） - 「Fools Rush In」との78回転盤（ヴォカリオン・レコード、1940年4月26日）[11]
- グレン・ミラー - 「Mister Meadowlark」との78回転盤（ブルーバード・レコード、1940年4月28日）[12][13]
- ケイ・カイザー - 「Blue Lovebird」との78回転盤（コロムビア・レコード、1940年4月30日）[5]
- ハリー・ジェイムス - 「Mister Meadowlark」との78回転盤（Varsity、1940年5月）[14]
- エディ・ハワード - 「Fools Fall in Love」との78回転盤（コロムビア・レコード、1940年5月2日）[6]
- ガイ・ロンバルド（英語版） - 「Blue Lovebird」との78回転盤（デッカ・レコード、1940年5月20日）[15]
- ラリー・クリントン（英語版） （ビクター・レコード、1940年5月22日）[16]
- ダイナ・ショア - 「Maybe」との78回転盤（ブルーバード・レコード、1940年6月25日）[3][17]
- コニー・ボズウェル - 「Blueberry Hill」との78回転盤（デッカ・レコード、1940年8月22日）[15]
- サラ・ヴォーン - 1949年[12]
- ウディ・ハーマン - 「Johannesburg」との78回転盤（キャピトル・レコード、1950年6月25日録音）[18]
- チャーリー・パーカー、ウディ・ハーマン楽団 - 1951年[12]
- ラインホルト・スヴェンソン（英語版） - 「Strike Up the Band」との78回転盤（ディスカバリー・レコード、1951年）[19]
- マット・マシューズ・クインテット - 「Bags' Groove」とのシングル（ブランズウィック・レコード、1952年）[20]
- サイ・コールマン - 「You Call It Madness」との78回転盤（MGMレコード、1952年) [21]
- ボブ・マニング（英語版）（キャピトル・レコード[22]）、（オーストラリアン・キャピトル・レコード[23]）、（UKキャピトル、1953年[24]）
- ジェリー・マリガン - アルバム『Pleyel Jazz Concert Vol. 1』（1954年）[12]
- ビル・ドゲット（英語版） - 「Honey」との78回転盤（キング・レコード、1954年）[25][26]
- ビング・クロスビー - ラジオ番組『The Bing Crosby Show』のため[27]、1954年に録音[28]。
- ルイ・アームストロングとエラ・フィッツジェラルド - アルバム『Ella & Louis』（1956年）[12]
- ジョニ・ジェームス（英語版） - 「Let There Be Love」との78回転盤（MGMレコード、1956年）[21]
- サミー・デイヴィスJr. - 「Mad Ball」とのシングル（ブランズウィック・レコード、1957年）[29]
- ヴィック・ウェスト (Vic West) - 「This Love of Mine」（プラネット・レコード（英語版）、1957年11月）[30][31]
- デラ・リース（英語版） - アルバム『An Evening with Della Reese』（1958年）[32]
- ヘレン・メリル - アルバム『The Nearness of You』（エマーシー・レコード、1958年）[33]
- ルー・ドナルドソン - 「Mack the Knife」とのシングル（ブルーノート・レコード、1959年）[34]
- タブ・スミス（英語版） - 「Because of You」との78回転盤（チェッカー・レコード、1959年[35][36][37]）、（クオリティ・レコード（英語版）[38]）
- ジョージ・シアリングとナンシー・ウィルソン – 『The Swingin's Mutual!』（1960年）[12]
- レッド・ガーランド - アルバム『The Nearness of You』（ジャズランド・レコード、1962年）[39]
- ザ・スリー・サウンズ - 「One for Renee」とのシングル（ブルーノート・レコード、1960年）[40]、アルバム『It Just Got To Be』（ブルーノート・レコード、1963年）[34][41]
- ハッシュ・ブラウン (Hash Brown) - 「I Got My Job Through The New York Times」とのシングル（フィリップス・レコード、1963年）[42]
- マリー・ナイト（英語版） - 「Walk Away」とのシングル（ダイアモンド・レコード（英語版）、1963年）[43]（エイペックス・レコード（英語版）[44]
- ザ・ルームメイツ (The Roommates) - 「Don't Cheat On Me」とのシングル（フィリップス・レコード、1963年）[42]
- ジョニー・ホッジス - アルバム『Wings and Things』（1964年）[12]
- フラミンゴス（英語版） - 「Don't Cheat On Me」とのシングル（フィリップス・レコード、1966年）[42][45]
- フランク・シナトラ - アルバム『The Nearness of You』（キャピトル・レコード、1967年）[46]
- ビル・ドゲット - 「Moon Dust」とのシングル（キング・レコード、1970年）[47]
- ヒューストン・パーソン - アルバム『The Nearness of You』（ミューズ・レコード、1978年）[48]
- ウォーン・マーシュ - アルバム『A Ballad Album』（1983年）[12]
- ポール・ブレイ - アルバム『The Nearness of You』（スティープルチェイス・レコード、1988年）[49]
- シーナ・イーストン - アルバム『No Strings』（1993年）、映画『幸福の条件 (Indecent Proposal)』のサウンドトラック
- エタ・ジェイムス - アルバム『Time After Time』（プライベート・ミュージック（英語版）、1995年）[50]
- スティーブ・トゥーレ（英語版）、ジェームス・カーター（英語版）、マルグリュー・ミラー（英語版） - アルバム『TNT』（2000年）[12]
- マイケル・ブレッカー、ジェームス・テイラーとハービー・ハンコック - アルバム『Nearness of You』（ヴァーヴ・レコード、2000年）[12]
- ノラ・ジョーンズ - アルバム『Come Away with Me』（2001年）[12]
- ロッド・スチュワート - アルバム『ザ・グレイト・アメリカン・ソングブック (It Had to Be You: The Great American Songbook)』（Jレコード（英語版）、2002年）[51]
- ローリング・ストーンズ - ライブ・アルバム『ライヴ・リックス (Live Licks)』（2004年）

- マルク・セカラ、ベルリン・ジャズ楽団 - アルバム『You're Everything』（2008年）[10]
- シェリー・バーグ - アルバム『The Nearness of You』（アーボーズ・レコード（英語版）、2009年）[53]
- アニー・レノックス - アルバム『ノスタルジア』（2014年）
- Chameleon Jazz Band“Chameleon Jazz Band - the nearness of you”. YouTube. Template:Cite webの呼び出しエラー：引数 accessdate は必須です。</ref>